# Gisbert Kley
Conrad Max Gisbert Kley (* 3. August 1904 in Meseritz; † 23. März 2001 in München) war ein deutscher Jurist, Manager und Politiker (CSU). Er war von 1969 bis 1972 Mitglied des Deutschen Bundestages.

## Leben
Kley wurde als Sohn eines Oberverwaltungsgerichtsrats geboren. Nach dem Abitur 1922 am Gymnasium in Berlin studierte er Rechtswissenschaften an den Universitäten in Heidelberg und Berlin. 1923 wurde er Mitglied des Corps Vandalia Heidelberg. 1926 legte er das Erste juristische Staatsexamen ab. 1928 wurde er mit dem Dissertationsthema Die Freiheit der Meinungsäußerung im Beamtenrecht zum Dr. jur. promoviert. Nach Ablegung des Zweiten juristischen Staatsexamens 1930 trat er in den Staatsdienst ein. Er war zunächst als Richter tätig und wurde später Beamter im Reichswirtschaftsministerium. Von 1943 bis 1945 nahm er als Soldat am Zweiten Weltkrieg teil.
Zum 1. März 1940 trat Kley der NSDAP bei (Mitgliedsnummer 7.547.449).
Nach 1945 konnte Kley seine Laufbahn als leitender Beamter fortsetzen und stand bis 1950 im Dienst des Bundesministeriums für Ernährung, Landwirtschaft und Forsten, zuletzt als Ministerialrat.
Ab 1950 war er in leitender Funktion für die Siemens & Halske AG und die Siemens-Schuckertwerke AG tätig, zuletzt als Mitglied des Vorstandes (Arbeitsdirektor) der Siemens AG. Daneben war er Mitglied des Präsidiums der Bundesvereinigung der Deutschen Arbeitgeberverbände (BDA), Mitglied des Präsidiums des Wirtschafts- und Sozialausschusses der Europäischen Wirtschaftsgemeinschaft und Mitglied der 1967 von der Bundesregierung eingesetzten Sachverständigenkommission zur Frage der Mitbestimmung in Unternehmen.
Kley war zunächst Mitglied der CDU und trat 1968 in die CSU ein. Bei der Bundestagswahl 1969 zog er über die Landesliste der CSU in den Deutschen Bundestag ein, dem er bis 1972 angehörte. Im Parlament war er Mitglied des Ausschusses für Arbeit und Sozialordnung.
Gisbert Kley heiratete 1935 in Berlin Edelgarde von Witzleben (* 1915), die Tochter des Siemens-Vorstandsmitgliedes Wolf-Dietrich von Witzleben. Das Ehepaar hatte eine Tochter und fünf Söhne, unter anderem Karl-Ludwig Kley und Max Dietrich Kley.

## Ehrungen und Auszeichnungen
- 1973: Großes Verdienstkreuz der Bundesrepublik Deutschland
- 1976: Bayerischer Verdienstorden
- 1981: Großes Verdienstkreuz mit Stern der Bundesrepublik Deutschland